# Laver Cup de 2017
A Laver Cup de 2017 foi a 1ª edição do torneio entre as equipes da Europa e do resto do mundo do tênis masculino.
O time Europa venceu por 15–9.

## Seleção de jogadores
Em 24 de agosto de 2016, Roger Federer e Rafael Nadal foram os primeiros de seis jogadores a confirmar sua participação no Time Europa. Em 15 de maio de 2017, mais de oito meses depois, Milos Raonic foi o primeiro de seis jogadores a confirmar sua participação no Time Mundo. Em 24 de agosto de 2017, todos os seis jogadores de cada equipe foram escolhidos: Roger Federer, Rafael Nadal, Alexander Zverev, Marin Čilić, Dominic Thiem e Tomáš Berdych para o Time Europa, e Milos Raonic, John Isner, Jack Sock, Sam Querrey, Juan Martín del Potro e Denis Shapovalov pelo Time Mundo. Pouco depois, Raonic se retirou e foi substituído por Nick Kyrgios. Mais tarde, Frances Tiafoe tomou o lugar de del Potro, que também se retirara.
Antigos rivais Björn Borg da Suécia (Europa) e John McEnroe dos Estados Unidos (time mundo) foram os capitães da edição de 2017.

## Participantes
| Time Europa                  | Time Europa |
| ---------------------------- | ----------- |
| Capitão: Björn Borg          |             |
| Vice-capitão: Thomas Enqvist |             |
| Jogador                      | Rank*       |
| Rafael Nadal                 | 1           |
| Roger Federer                | 2           |
| Alexander Zverev             | 4           |
| Marin Čilić                  | 5           |
| Dominic Thiem                | 7           |
| Tomáš Berdych                | 19          |
| Fernando Verdasco            | 40          |

| Time Mundo                    | Time Mundo |
| ----------------------------- | ---------- |
| Capitão: John McEnroe         |            |
| Vice-capitão: Patrick McEnroe |            |
| Jogador                       | Rank*      |
| Milos Raonic                  | 11         |
| Sam Querrey                   | 16         |
| John Isner                    | 17         |
| Nick Kyrgios                  | 20         |
| Jack Sock                     | 21         |
| Juan Martín del Potro         | 24         |
| Denis Shapovalov              | 51         |
| Frances Tiafoe                | 72         |
| Thanasi Kokkinakis            | 215        |

|  | Escolha do Capitão |
|  | Retirada           |
|  | Substituição       |
|  | Alternate          |

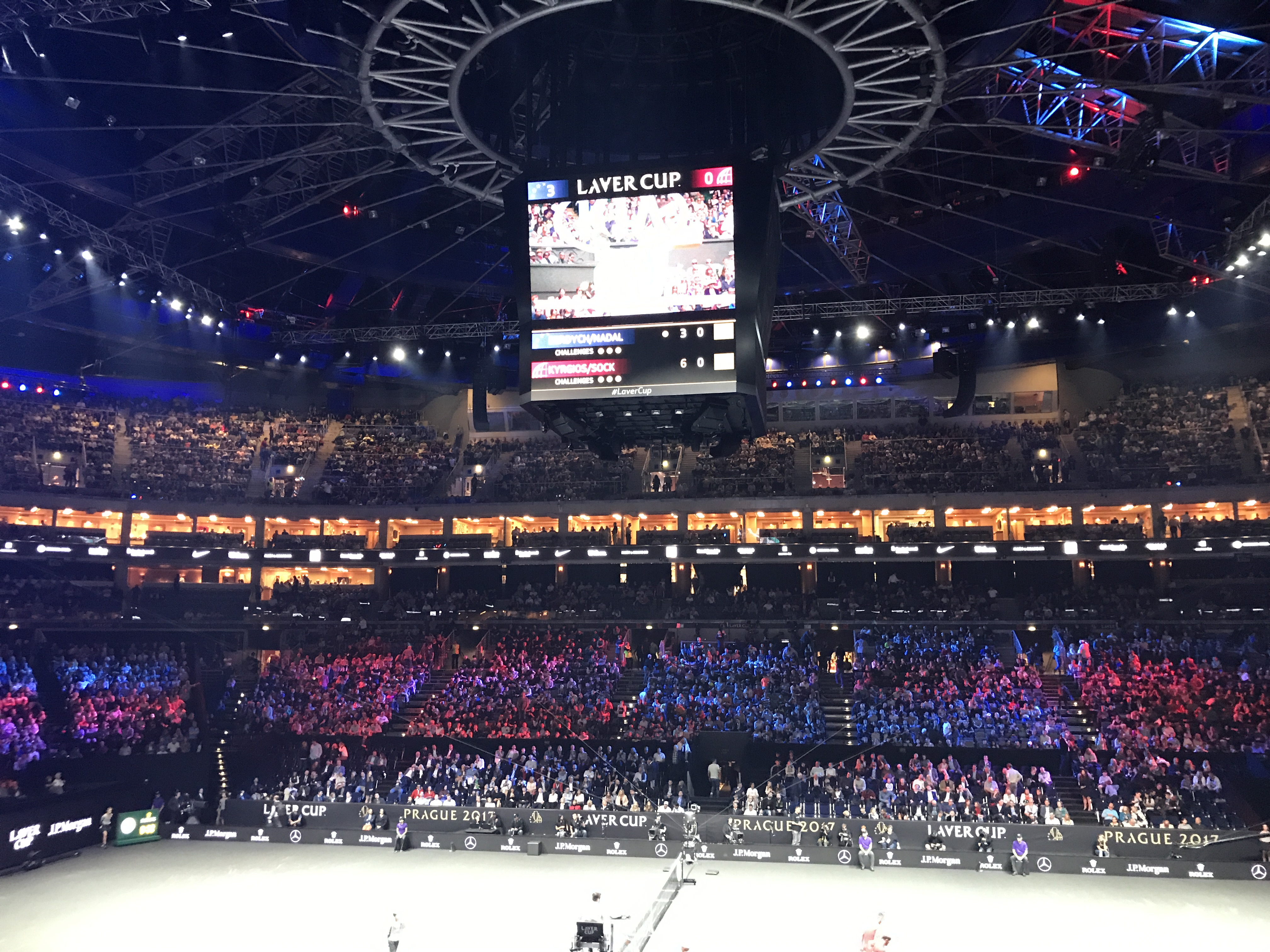
A O2 Arena, em Praga, durante o primeiro dia do evento.

* Rankings de simples de 18 de setembro de 2017

## Jogos
No dia 1, cada vitória vale 1 ponto; no 2, 2 pontos; no 3, 3 pontos. A primeira equipe com 13 pontos conquista o torneio.
| Dia | Data   | Modalidade | Jogador visitante (Europa) | Jogador mandante (Mundo) | Resultado           | Placar geral |
| --- | ------ | ---------- | -------------------------- | ------------------------ | ------------------- | ------------ |
| 1   | 21-set | Simples    | Marin Čilić                | Frances Tiafoe           | 7–63, 7–60          | 1–0          |
| 1   | 21-set | Simples    | Dominic Thiem              | John Isner               | 156–7, 7–62, [10–7] | 2–0          |
| 1   | 21-set | Simples    | Alexander Zverev           | Denis Shapovalov         | 7–63, 7–65          | 3–0          |
| 1   | 21-set | Duplas     | Tomáš Berdych Rafael Nadal | Nick Kyrgios Jack Sock   | 3–6, 7–67, [7–10]   | 3–1          |
| 2   | 22-set | Simples    | Roger Federer              | Sam Querrey              | 6–4, 6–2            | 5–1          |
| 2   | 22-set | Simples    | Rafael Nadal               | Jack Sock                | 6–3, 3–6, [11–9]    | 7–1          |
| 2   | 22-set | Simples    | Tomáš Berdych              | Nick Kyrgios             | 6–4, 46–7, [6–10]   | 7–3          |
| 2   | 22-set | Duplas     | Roger Federer Rafael Nadal | Sam Querrey Jack Sock    | 6–4, 1–6, [10–5]    | 9–3          |
| 3   | 23-set | Duplas     | Tomáš Berdych Marin Čilić  | John Isner Jack Sock     | 56–7, 66–7          | 9–6          |
| 3   | 23-set | Simples    | Alexander Zverev           | Sam Querrey              | 6–4, 6–4            | 12–6         |
| 3   | 23-set | Simples    | Rafael Nadal               | John Isner               | 5–7, 16–7           | 12–9         |
| 3   | 23-set | Simples    | Roger Federer              | Nick Kyrgios             | 4–6, 7–66, [11–9]   | 15–9         |

## Estatísticas dos jogadores
| Nac.           | Jogador          | Time   | Partidas | Vitórias-Derrotas | Vitórias-Derrotas | Vitórias-Derrotas | Pontos  | Pontos | Pontos |
| Nac.           | Jogador          | Time   | Partidas | Simples           | Duplas            | Total             | Simples | Duplas | Total  |
| -------------- | ---------------- | ------ | -------- | ----------------- | ----------------- | ----------------- | ------- | ------ | ------ |
| Austrália      | Nick Kyrgios     | Mundo  | 3        | 1–1               | 1–0               | 2–1               | 2–3     | 1–0    | 3–3    |
| Áustria        | Dominic Thiem    | Europa | 1        | 1–0               | 0–0               | 1–0               | 1–0     | 0–0    | 1–0    |
| Canadá         | Denis Shapovalov | Mundo  | 1        | 0–1               | 0–0               | 0–1               | 0–1     | 0–0    | 0–1    |
| Croácia        | Marin Čilić      | Europa | 2        | 1–0               | 0–1               | 1–1               | 1–0     | 0–3    | 1–3    |
| Chéquia        | Tomáš Berdych    | Europa | 3        | 0–1               | 0–2               | 0–3               | 0–2     | 0–4    | 0–6    |
| Alemanha       | Alexander Zverev | Europa | 2        | 2–0               | 0–0               | 2–0               | 4–0     | 0–0    | 4–0    |
| Espanha        | Rafael Nadal     | Europa | 4        | 1–1               | 1–1               | 2–2               | 2–3     | 2–1    | 4–4    |
| Suíça          | Roger Federer    | Europa | 3        | 2–0               | 1–0               | 3–0               | 5–0     | 2–0    | 7–0    |
| Estados Unidos | John Isner       | Mundo  | 3        | 1–1               | 1–0               | 2–1               | 3–1     | 3–0    | 6–1    |
| Estados Unidos | Sam Querrey      | Mundo  | 3        | 0–2               | 0–1               | 0–3               | 0–5     | 0–2    | 0–7    |
| Estados Unidos | Jack Sock        | Mundo  | 4        | 0–1               | 2–1               | 2–2               | 0–2     | 4–2    | 4–4    |
| Estados Unidos | Frances Tiafoe   | Mundo  | 1        | 0–1               | 0–0               | 0–1               | 0–1     | 0–0    | 0–1    |